# Argovia philharmonic
Argovia philharmonic, ehemals Aargauer Symphonie Orchester (ASO), ist ein Sinfonieorchester im Schweizer Kanton Aargau.

## Geschichte
Das argovia philharmonic wurde 1962 auf Anregung des Aargauer Sängers und Musiklehrers Fritz Guggisberg als Lehrerorchester im Umfeld der Alten Kantonsschule Aarau gegründet. Die Idee dazu entstand an einem Weiterbildungskurs von Aargauer Instrumentallehrern. Unter der Leitung von Urs Voegelin (dem damaligen Dirigenten des Orchestervereins) spielte das Orchester der Aargauer Musiklehrer im Herbst 1963 ein erstes Symphoniekonzert mit der Pianistin Monique Haas. Durch die Initiative von Alfred Weber und dank finanzieller Unterstützung der Koch-Berner-Stiftung konnten weitere Konzertzyklen realisiert und die Musiker erstmals bezahlt werden. 
Am 15. Januar 1968 erfolgte die Gründung des «Vereins Aargauer Symphonieorchester» mit Urs Voegelin als Chefdirigenten. 1986 trat Voegelin nach heftigen Auseinandersetzungen zwischen den Musikern in den Proben als Chefdirigent zurück. 1987–1989 folgten zwei Übergangssaisons mit Gastdirigenten wie Erich Schmid, Francis Travis, Räto Tschupp und Marcello Viotti.
1989 übernahm Raymond Schaerer das Präsidium des ASO. Nach zwei Saisons ohne Chefdirigent wurde Räto Tschupp für das Amt verpflichtet. Er prägte das Orchester nicht nur musikalisch, sondern schaffte dessen kulturpolitische Verankerung im Kanton. 1993/94 wurde Stefan Läderach Konzertmeister.
Im November 2001 übernahm der Brite Douglas Bostock die Leitung des Aargauer Symphonie Orchesters. Mit der Umnutzung und der Eröffnung der Trafohalle im Jahr 2003 wurde in Baden ein zweiter regelmässiger Konzertort gewonnen. Damit ging eine Erweiterung der Abonnements einher: Neu wurde auch ein Abo in Baden angeboten. Im Jahr 2008 spielte das Aargauer Symphonie Orchester mit seinem neuen Konzertmeister Ulrich Poschner erstmals in der Tonhalle Zürich.
2010 wurde das ASO zu einem «Leuchtturm» (einer nichtkantonalen Kulturinstitution von überregionaler Bedeutung mit Betriebsbeiträgen) des Kantons Aargau ernannt. Mit der Jubliläumssaison 2012/13 («50 Jahre ASO») wurde Christian Weidman neuer Geschäftsführer.
Seit der Saison 2013/14 tritt das Orchester unter der Bezeichnung argovia philharmonic auf. Anstoss zur Umbenennung gab Geschäftsführer Christian Weidmann. Der neue Name soll im Kontext zum Jubiläum des 50-jährigen Bestehens nach aussen wirken, das Selbstbewusstsein des Orchesters manifestieren und einen Aufbruch markieren.

## Allgemeines
Das Orchester besteht heute aus zirka 60 Musikern. Gastdirigenten und Solisten musizierten im Verlauf der Jahre mit dem Orchester.

Das ASO bei einem Auftritt im Aarauer Saalbau

Eine Besonderheit des Orchesters ist die Förderung auch wenig bekannter Werke. So wurden beispielsweise Werke des Komponisten Friedrich Theodor Fröhlich aufgeführt und auch auf CD eingespielt, ebenso die Oper Orfeo des italienischen Komponisten Ferdinando Bertoni; im Jahre 2006 fand im Wasserschloss Hallwyl die Freiluftaufführung einer eigens erstellten deutschen Fassung der Oper La jolie fille de Perth unter dem Namen Die Schöne von Perth statt und ebenfalls 2006 wurde – mit dem Komponisten als Solisten – das Konzert für drei Klaviere und Orchester von Carl Rütti im Saalbau in Aarau uraufgeführt. Eine weitere Uraufführung (2002) und Auftragskomposition des argovia philharmonic war Anstieg-Ausblick von Ulrich Stranz. Da sich das Orchester auch der Musik seines Standortkantons verschrieben hat, sind unter den gespielten Werken oft auch solche von Aargauer Komponisten zu finden, darunter von Friedrich Theodor Fröhlich oder Peter Mieg.
Als ASO hatte das Orchester unter der Leitung von Urs Voegelin mit einer prekären Konzertsaal-Situation zu kämpfen. Für gross besetzte Symphonien war die Akustik in den Gemeindesälen und Kirchen nicht geeignet. Voegelin liess sich davon jedoch nicht beirren und führte regelmässig gross besetzte Bruckner-Symphonien auf.
Konzertorte des argovia philharmonic sind heute hauptsächlich Aarau (im Saalbau) und Baden (in der «Trafo-Halle», einer ehemaligen Fabrikhalle der ABB). Daneben finden unregelmässig Konzerte in anderen Orten des Kantons wie Muri, Brugg, Buchs, Zofingen, Wettingen oder Laufenburg oder ausserhalb des Kantons wie Olten und Zürich statt.

## Chefdirigenten
- Räto Tschupp, 1989–2001
- Douglas Bostock, 2002–2019
- Rune Bergmann, ab 2020

## Intendant
- Christian Weidmann, 2015–2020
- Xoán Castiñeira, 2020–[5]

## Konzertmeister
- Stefan Läderach, bis 2003
- Marc Paquin, 2003–2007
- Ulrich Poschner, seit 2008

## Diskographie (Auswahl)
- Edward Elgar, Ralph Vaughan Williams, Gustav Holst: British, Orchestermusik aus Grossbritannien. Coviello, 2015.
- Walther Geiser, Heinrich Sutermeister, Peter Mieg, János Tamás, Ernst Widmer: Swiss Aspects. Orchestermusik aus dem Aargau 1945–1970. Coviello, 2014.
- Camille Saint-Saëns: Klavierkonzert No. 1 / Klavierkonzert No. 5 / Wedding Cake. Solist: Oliver Schnyder, Klavier.
- Fritz Renold, Christian Jacob: Helvetic suite - Jazz meets classic: for jazz quintet and symphony orchestra. [Interpr.]: Bostonian Friends, Aargauer Symphonie-Orchester, Räto Tschupp (Dir.)
- Friedrich Theodor Fröhlich: Weihnachtsmesse (Missa I, 1828); Passionsmusik-Ouvertüre f-moll; Andante und Menuett; Konzert-Ouvertüren B-Dur. Chor der Alten Kantonsschule Aarau; Aargauer Symphonie-Orchester ; Lisa Larsson (Sopran), Regina Jakobi (Alt), Bernhard Gärtner (Tenor), René Koch (Bassbariton), Räto Tschupp (Dir.)
- Ferdinando Bertoni: Orfeo - opera in 3 acts. Chor der Neuen Kantonsschule Aarau, [Dir.] Walter Staub; Aargauer Symphonieorchester, [Dir.] Räto Tschupp.